# Марин Шаранков
Марин Шаранков е български просветен деец, преподавал в Македония и Одринска Тракия в края на XIX – началото на XX век.

## Биография
Роден е на 8 януари 1868 г. в Лясковец, Османската империя. Учи в Габровската гимназия, откъдето в 1888 година, когато е в VII клас, е изключен заради ученически бунт. В 1891 година завършва славянска филология и литература с първия випуск на Висшето училище в София. До 1900 година преподава старобългарски език в Одринската българска мъжка гимназия. В учебната 1900/1901 година преподава в Сярското българско педагогическо училище. На следната 1901/1902 учебна година заминава за Солун и две учебни години до 1903 година преподава в Солунската българска мъжка гимназия. Към 1911 година е директор на Русенската мъжка гимназия. В 1919 година е директор на Шуменската мъжка гимназия. След ученическата стачка от ноември същата година, след края на учебната година е преместен.